# Chrotoma dunniana
Chrotoma dunniana är en skalbaggsart som beskrevs av Thomas Casey 1891. Chrotoma dunniana ingår i släktet Chrotoma och familjen långhorningar. Inga underarter finns listade i Catalogue of Life.